# Glyphomitrium leibergii
Glyphomitrium leibergii là một loài rêu trong họ Ptychomitriaceae. Loài này được (Best) Broth. mô tả khoa học đầu tiên năm 1909.